# Ophiocomella caribbaea
Ophiocomella caribbaea är en ormstjärneart som beskrevs av Hubert Lyman Clark 1939. Ophiocomella caribbaea ingår i släktet Ophiocomella och familjen Ophiocomidae. Inga underarter finns listade i Catalogue of Life.